# Micrathena rubicundula
Micrathena rubicundula là một loài nhện trong họ Araneidae.
Loài này thuộc chi Micrathena. Micrathena rubicundula được Eugen von Keyserling miêu tả năm 1864.